# بادي فلانري
بادي فلانري (بالإنجليزية: Paddy Flannery)‏ هو لاعب كرة قدم بريطاني في مركز الهجوم، ولد في 23 يوليو 1976 في غلاسكو في المملكة المتحدة. لعب مع نادي دمبرتون ونادي ستنهاوسموير ونادي غرينوك مورتون.

## وصلات خارجية
- بادي فلانري على موقع Soccerbase.com (لاعب) (الإنجليزية)